# Danserinden
Danserinden (Deens voor De danseres) is een compositie van Niels Gade voor piano solo. Gade schreef ooit balletmuziek bij bijvoorbeeld Napoli, Fiskeren og hans brud en had waarschijnlijk oog voor een van de danseressen van het ballet van Auguste Bournonville. Dit werkje werd wel uitgegeven, maar dan wel als bijlage bij Illustreret Tidende, seizoen 1859-1860, dus niet als officiële muziekuitgave.